# Johnny Mize
Pour les articles homonymes, voir Mize.
John Robert "Johnny" Mize, né le 7 janvier 1913 et mort le 2 juin 1993 à Demorest (Géorgie), est un joueur de baseball américain évoluant en Ligue majeure. En quinze années de carrière, il joue pour les Saint-Louis Cardinals, les New York Giants et les New York Yankees.
Vainqueur de cinq Séries mondiales, dix fois sélectionné au match des Étoiles de la Ligue majeure de baseball, The Big Cat est élu au Temple de la renommée du baseball en 1981.

## Carrière

### Avant guerre
Johnny Mize s'engage comme agent libre amateur avec les Saint-Louis Cardinals en 1930. Il joue au Piedmont College,. Acheté par les Cincinnati Reds en décembre 1934, il retourne chez les Cardinals à peine un mois plus tard, en janvier 1935.
Il fait ses débuts en Ligue majeure en avril 1936 au poste de première base. Pendant six années avec les Cardinals, il ne frappe pas moins de,300 en moyenne et s'impose comme joueur cadre de l'effectif. Le manager des Reds de Cincinnati Charley Dressen le considère comme « la meilleure recrue qu'il ait jamais vue ». Surnommé The Big Cat ou Big Jawn pour son aisance en défense, il marque surtout par sa puissance offensive. Il mène la Ligue nationale en 1939 avec une moyenne de,349 et 28 coups de circuit. En 1940, il mène de nouveau la NL avec 43 circuits et 137 points produits. Après une première sélection au match des Étoiles de la Ligue majeure de baseball en 1937, il est de nouveau choisi en tant que Cardinals en 1939, 1940 et 1941.
Transféré par Branch Rickey chez les New York Giants en échange de Johnny McCarthy, Bill Lohman, Ken O'Dea et un complément financier fin 1941, il fait les frais de la politique du manager général de la franchise qui préfère vendre ses joueurs avant qu'ils ne commencent à décliner. La même année, il est impliqué dans une affaire judiciaire où il poursuit la société Gum Products Inc. pour avoir utilisé son image sur des cartes de baseball sans son autorisation.
En 1942, il réalise une bonne saison avec les Giants, menant la ligue en points produits avant d'être appelé pour son service militaire lors de la Seconde Guerre mondiale. Il enregistre une cinquième sélection au match des Étoiles.

### Service militaire et retour en Ligue majeure
De 1943 à 1945, Johnny effectue son service militaire en Europe pendant la Seconde Guerre mondiale. Il retourne chez les Giants en 1946, où il rate de peu le record de circuits en saison au détriment de Ralph Kiner des Pirates de Pittsburgh, notamment en raison d'une fracture à un doigt de pied. Il est à nouveau sélectionné pour le match des Étoiles, quatre ans après sa dernière saison en Ligue majeure.
En 1947, il frappe 51 circuits, cette fois-ci prenant sa revanche sur Kiner et menant aussi la Ligue en points et en points produits. Il est remarqué pour le faible nombre de retrait sur des prises encaissés, ce qui est assez rare chez les frappeurs de puissance dont il fait partie. Il restera le seul joueur de l'histoire des Giants de New York à frapper plus de 50 circuits en une saison.
Il est de nouveau en tête du classement des circuits en 1948, à égalité avec Kiner qui frappe 40 longues balles. Il est transféré des Giants aux Yankees de New York fin 1949 après avoir exprimé son mécontentement quant au temps de jeu qui lui était accordé. Le montant de la transaction s'élève à 40 000 US $. Il compte autant de sélections au match des Étoiles de la Ligue majeure de baseball que de saisons sous les couleurs des Giants, cinq.
Avec les Yankees, il remporte cinq Séries mondiales d'affilée entre 1949 et 1953. Principalement remplaçant, il est tout de même considéré comme un joueur important dans ce record de victoires consécutives en Série mondiale pour une franchise de Ligue majeure. Il est à nouveau joueur lors du match des Étoiles de 1949.
En 1950, il frappe 25 circuits, devenant le deuxième joueur de l'histoire à frapper autant de circuits aussi bien en Ligue américaine qu'en Ligue nationale.
Il remporte le Babe Ruth Award en 1952, une récompense complémentaire à celle de Joueur par excellence de la Série mondiale pour sa bonne prestation en Série mondiale 1952 où il frappe trois circuits, contribuant à la victoire des Yankees de New York sur les Brooklyn Dodgers.
Il clôt sa carrière en 1953 après quinze années au plus haut niveau et une dixième et dernière sélection au match des Étoiles. Sa carrière reste amputée de trois ans de service militaire pendant une période où il était au summum de son potentiel physique, à l'instar de joueurs comme Joe DiMaggio ou Ted Williams.

### Retraite
Il est entraineur assistant pour les Athletics d'Oakland et scout pour les Giants en 1961.
Il s'installe à St Augustine en Floride dans les années 1970 et travaille pour la Deltona Corporation avant de retourner s'installer dans sa ville de naissance, Demorest, où il décède en 1993.
Après onze présences infructueuses dans les ballots de vote pour l'élection au Temple de la renommée du baseball, il est élu par le Comité des Vétérans en 1981. Souvent éclipsées par des joueurs emblématiques tels que Jackie Robinson, Stan Musial ou Ted Williams, ses performances ont été mises en avant avec l'apparition des Sabermetrics, révélant notamment une très bonne moyenne de présence sur les buts de,397.

## Statistiques
| Saison | Équipe     | G     | AB    | R     | H     | 2B  | 3B | HR  | RBI   | SB | BB  | SO  | BA   | OBP  | SLG  |
| ------ | ---------- | ----- | ----- | ----- | ----- | --- | -- | --- | ----- | -- | --- | --- | ---- | ---- | ---- |
| 1936   | STL        | 126   | 414   | 76    | 136   | 30  | 8  | 19  | 93    | 1  | 50  | 32  | ,329 | ,402 | ,577 |
| 1937   | STL        | 145   | 560   | 103   | 204   | 40  | 7  | 25  | 113   | 2  | 56  | 57  | ,364 | ,427 | ,595 |
| 1938   | STL        | 149   | 531   | 85    | 179   | 34  | 16 | 27  | 102   | 0  | 74  | 47  | ,337 | 422  | ,614 |
| 1939   | STL        | 153   | 564   | 104   | 197   | 44  | 14 | 28  | 108   | 0  | 92  | 49  | ,349 | ,444 | ,626 |
| 1940   | STL        | 155   | 579   | 111   | 182   | 31  | 13 | 43  | 137   | 7  | 82  | 49  | ,314 | ,404 | ,636 |
| 1941   | STL        | 126   | 473   | 67    | 150   | 39  | 8  | 16  | 100   | 4  | 70  | 45  | ,317 | ,406 | ,535 |
| 1942   | NYG        | 142   | 541   | 97    | 165   | 25  | 7  | 26  | 110   | 3  | 60  | 39  | ,305 | ,380 | ,521 |
| 1946   | NYG        | 101   | 377   | 70    | 127   | 18  | 3  | 22  | 70    | 3  | 62  | 26  | ,337 | ,437 | ,576 |
| 1947   | NYG        | 154   | 586   | 137   | 177   | 26  | 2  | 51  | 138   | 2  | 74  | 42  | ,302 | ,384 | ,614 |
| 1948   | NYG        | 152   | 560   | 110   | 162   | 26  | 4  | 40  | 125   | 4  | 94  | 37  | ,289 | ,395 | ,564 |
| 1949   | NYG et NYY | 119   | 411   | 63    | 108   | 16  | 0  | 19  | 64    | 1  | 54  | 21  | ,263 | ,354 | ,440 |
| 1950   | NYY        | 90    | 274   | 43    | 76    | 12  | 0  | 25  | 72    | 0  | 29  | 24  | ,277 | ,351 | ,595 |
| 1951   | NYY        | 113   | 332   | 37    | 86    | 14  | 1  | 10  | 49    | 1  | 36  | 24  | ,259 | ,339 | ,398 |
| 1952   | NYY        | 78    | 137   | 9     | 36    | 9   | 0  | 4   | 29    | 0  | 11  | 15  | ,263 | ,327 | ,416 |
| 1953   | NYY        | 81    | 104   | 6     | 26    | 3   | 0  | 4   | 27    | 0  | 12  | 17  | ,250 | ,339 | ,394 |
| Totaux | 15 ans     | 1 884 | 6 443 | 1 118 | 2 011 | 367 | 83 | 359 | 1 337 | 28 | 856 | 524 | .312 | .397 | .562 |